# Alexis Soto
Alexis Soto (Avellaneda, 20 ottobre 1993) è un calciatore argentino, difensore del Defensa y Justicia.

## Carriera

### Club
Ha esordito nella massima serie argentina, con la maglia del Banfield, nel 2015.

### Nazionale
È stato convocato per i giochi olimpici del 2016.

## Statistiche

### Presenze e reti nei club
Statistiche aggiornate al 7 maggio 2025.
| Stagione                  | Squadra                   | Campionato                | Campionato | Campionato | Coppe nazionali | Coppe nazionali | Coppe nazionali | Coppe continentali | Coppe continentali | Coppe continentali | Altre coppe | Altre coppe | Altre coppe | Totale | Totale |
| Stagione                  | Squadra                   | Comp                      | Pres       | Reti       | Comp            | Pres            | Reti            | Comp               | Pres               | Reti               | Comp        | Pres        | Reti        | Pres   | Reti   |
| ------------------------- | ------------------------- | ------------------------- | ---------- | ---------- | --------------- | --------------- | --------------- | ------------------ | ------------------ | ------------------ | ----------- | ----------- | ----------- | ------ | ------ |
| 2015                      | Banfield                  | PD                        | 3          | 0          | CA              | -               | -               | -                  | -                  | -                  | -           | -           | -           | 3      | 0      |
| 2016                      | Banfield                  | PD                        | 15         | 0          | CA              | 1               | 0               | CS                 | 2                  | 1                  | -           | -           | -           | 18     | 1      |
| 2016-2017                 | Banfield                  | PD                        | 24         | 0          | CA              | 1               | 0               | -                  | -                  | -                  | -           | -           | -           | 25     | 0      |
| Totale Banfield           | Totale Banfield           | Totale Banfield           | 42         | 0          |                 | 2               | 0               |                    | 2                  | 1                  |             | -           | -           | 46     | 1      |
| ago.-dic. 2017            | Racing Club               | PD                        | -          | -          | CA              | 1               | 0               | CS                 | 4                  | 0                  | -           | -           | -           | 5      | 0      |
| 2017-2018                 | Racing Club               | PD                        | 22         | 0          | CA              | 0               | 0               | CL                 | 8                  | 0                  | -           | -           | -           | 30     | 0      |
| 2018-2019                 | Racing Club               | PD                        | 6          | 0          | CA+CdS          | 1+4             | 0               | CS                 | 1                  | 0                  | TdC         | 0           | 0           | 12     | 0      |
| 2019-2020                 | Racing Club               | PD                        | 11         | 0          | CA+CdS+CDAM     | 0+1+3           | 0               | CL                 | 7                  | 0                  | -           | -           | -           | 22     | 0      |
| feb.-giu. 2021            | Racing Club               | PD                        | -          | -          | CA+CdL          | 0+1             | 0               | CL                 | -                  | -                  | SA          | 0           | 0           | 1      | 0      |
| Totale Racing Club        | Totale Racing Club        | Totale Racing Club        | 39         | 0          |                 | 11              | 0               |                    | 20                 | 0                  |             | 0           | 0           | 70     | 0      |
| lug.-dic. 2021            | Defensa y Justicia        | PD                        | 24         | 0          | CA+CdL          | 1+0             | 0               | CL                 | 2                  | 0                  | -           | -           | -           | 27     | 0      |
| 2022                      | Defensa y Justicia        | PD                        | 24         | 0          | CA+CdL          | 3+14            | 0               | CS                 | 3                  | 0                  | -           | -           | -           | 44     | 0      |
| 2023                      | Defensa y Justicia        | PD                        | 24         | 0          | CA+CdL          | 5+9             | 0               | CS                 | 12                 | 1                  | -           | -           | -           | 50     | 1      |
| 2024                      | Defensa y Justicia        | PD                        | 21         | 0          | CA+CdL          | 1+15            | 0               | CS                 | 5                  | 0                  | -           | -           | -           | 42     | 0      |
| 2025                      | Defensa y Justicia        | PD                        | 14         | 0          | CA              | 1               | 0               | CS                 | 3                  | 0                  | -           | -           | -           | 18     | 0      |
| Totale Defensa y Justicia | Totale Defensa y Justicia | Totale Defensa y Justicia | 107        | 0          |                 | 49              | 0               |                    | 25                 | 1                  |             | -           | -           | 181    | 1      |
| Totale carriera           | Totale carriera           | Totale carriera           | 188        | 0          |                 | 62              | 0               |                    | 47                 | 2                  |             | 0           | 0           | 297    | 2      |

## Palmarès

### Competizioni nazionali
- Campionato argentino: 1

Racing Club: 2018-2019
- Trofeo de Campeones de la Superliga Argentina: 1

Racing Club: 2019